# Мур, Джон (писатель)
Джон Мур (англ. John Moore) — американский писатель-фантаст.